# ダイイング・アイ
『ダイイング・アイ』（Dying Eye）は、東野圭吾の推理小説である。
交通事故に絡む加害者側の無責任さを題材にしたハードサスペンスで、1998年2月号から1999年1月号まで『小説宝石』に連載された後、2007年11月25日に単行本が光文社より刊行された。
2011年1月12日には光文社文庫版が発売され、約7年のちの2017年12月に、映像化なしで累計発行部数が100万部に達した。
2019年3月16日から4月20日までWOWOWでテレビドラマ化。

## あらすじ
雨村慎介は仕事からの帰路、背後から岸中玲二に襲撃され、頭部を強打されて瀕死の重傷を負う。2日後、意識を取り戻した彼は、重要な記憶の一部が失われていることに気づく。それは一年半前、自らが運転する車で起こした死亡事故に関するものだった。慎介は懸命に記憶を辿ろうとするが、事故に関する一切の記憶が抜け落ちており、執行猶予中であることさえ忘れていた。
岸中が復讐のために慎介を襲い、目的を果たしたと見て服毒自殺した線が濃厚であった。しかし、人身事故のもう一人の当事者である木内春彦が、襲われた慎介とは対照的に裕福な生活を送っていることに、ある疑念が生じる。そんな中、慎介と同棲していた成美が失踪する。
プロローグで語られる岸中美菜絵の死亡事故。彼女が最期に見せた強い眼差しが、やがて全てを支配していく。

## 登場人物
雨村慎介（あめむら しんすけ）
石川県金沢出身。30歳。18歳で上京後、私立大学をドロップアウトして、アルバイトをしていた夜の世界に入る。23歳の時から6年間「シリウス」で働き、現在は「茗荷（みょうが）」でバーテンダーとして働く。いつか自分の店を持ちたいと考えていた。女性に対しては少々淡泊で、性欲を発散する対象としか見ていない節がある。
頭を殴打され、2日後に意識が戻った時には、1年半前に起こした人身事故の記憶が欠落していた。
村上成美（むらかみ なるみ）
ホステス。2年くらい前から慎介と同棲していたが、彼が記憶を失った後、失踪する。
小塚（こづか）
警視庁西麻布警察署の刑事。慎介が襲われた事件を担当する。
江島光一（えしま こういち）
バー「シリウス」オーナー。慎介を店で働かせていたが、交通事故後に「茗荷」に移動させた。寛容な性格の一方で、強かな一面がある。
木内春彦（きうち はるひこ）
帝都建設社員。慎介の運転していた車を避けきれず、結果として女性をはねて死亡させた当事者。その後、羽振りのよい生活を送っている。
上原ミドリ（うえはら みどり）
帝都建設の社長令嬢で木内と婚約する予定だったが、交通事故後に婚約を破棄している。
岸中玲二（きしなか れいじ）
マネキン制作会社勤務。事故で死亡した女性・美菜絵の夫。慎介を襲った後に、服毒自殺を遂げる。
岸中美菜絵（きしなか みなえ）
慎介が起こした事故によって死亡した女性。死の間際に運転手に恨みの目を向けた。
瑠璃子（るりこ）
「茗荷」に突然やってきた謎の女。美人である上にその目でほかの人物を魅了していく。

## 書誌情報
- 単行本：2007年11月25日、光文社、ISBN 978-4-334-92581-9
- 文庫本：2011年1月20日[3]、光文社文庫、ISBN 978-4-334-74896-8

## テレビドラマ
『東野圭吾「ダイイング・アイ」』のタイトルで、2019年3月16日から4月20日までWOWOW「連続ドラマW」土曜オリジナルドラマで放送されていた（全6話、初回はノンスクランブル放送）。主演は三浦春馬。

### キャスト
- 雨村慎介 - 三浦春馬
- 岸中美菜絵 / 瑠璃子 - 高橋メアリージュン（2役）[6]
- 村上成美 - 松本まりか[7]
- 岸中玲二 - 柿澤勇人
- 岡部義幸 - 小野塚勇人
- 木内春彦 - 淵上泰史
- 小塚洋平 - 木村祐一
- 小野千都子 - 堀内敬子
- 江島光一 - 生瀬勝久
- 由佳 - 立花恵理
- 上原ミドリ - 水沢エレナ

### スタッフ
- 原作 - 東野圭吾『ダイイング・アイ』（光文社文庫刊）
- 監督 - 国本雅広
- 脚本 - 吉田紀子
- 音楽 - 窪田ミナ
- バーテンダー監修 - 水澤泰彦（赤坂「BAR Tiare」バーテンダー）
- プロデューサー - 井上衛、渡邉浩仁

| WOWOW 連続ドラマW 土曜オリジナルドラマ             | WOWOW 連続ドラマW 土曜オリジナルドラマ                   | WOWOW 連続ドラマW 土曜オリジナルドラマ  |
| 前番組                                             | 番組名                                                   | 次番組                                  |
| -------------------------------------------------- | -------------------------------------------------------- | --------------------------------------- |
| それを愛とまちがえるから （2019年2月9日 - 3月9日） | 東野圭吾「ダイイング・アイ」 （2019年3月16日 - 4月20日） | 坂の途中の家 （2019年4月27日 - 6月1日） |